# Distrito de Taurija
El distrito de Taurija es uno de los trece distritos de la Provincia de Pataz, ubicada en el Departamento de La Libertad bajo la administración del Gobierno regional de La Libertad, en el norte del Perú.
Desde el punto de vista jerárquico de la Iglesia católica forma parte de la Prelatura de Huamachuco.

## Historia
El distrito de Taurija se erige como tal al amparo de la Ley N° 9406 de 18 de octubre de 1941, norma legal firmada por el presidente Manuel Prado Ugarteche. Surge al separarse del distrito de Tayabamba. Sin embargo, integra sus propios caseríos y anexos.

## Área geográfica
Abarca una superficie de 130,09km².

## Demografía
Según el censo de 2007, el distrito de Taurija contaba con una población de 3002 habitantes, de ellos 1521 son varones; 252 tiene por lo menos 65 años.

## Capital
La capital política del distrito es el pueblo de Taurija, sita en la ribera derecha de una quebrada, cuyo caudal engrosa el del río Marañón por el lado derecho de este. Su altitud es de 2540 m s. n. m.

## Autoridades

### Municipales
- 2019 - 2022:
  - Alcalde: Carlos Trujillo Zavaleta, Acción Popular.

- 2015 - 2018
  - Alcalde: Amadeo Pánfilo Saldaña Araujo, Alianza Para El Progreso.
- 2011 - 2014
  - Alcalde: Carlos Trujillo Zavaleta, Súmate - Perú Posible (S-PP).
  - Regidores:  Tomás Alberto Escudero López (S-PP), Jaime Zegarra Acuña (S-PP), Miriam Lilia Campos Salcedo (S-PP), Naciano Francisco Acuña Roldán (S-PP), Sandro José Antonio Domínguez Vargas (Frente independiente de Defensa y Desarrollo).[3]
- 2007 - 2010
  - Alcalde: Pedro Ramos Torres, Movimiento Nueva Izquierda.

### Policiales
- Comisario:  PNP.

### Religiosas
- Prelatura de Huamachuco[4]
  - Obispo Prelado de Huamachuco: Monseñor Sebastián Ramis Torres, TOR.[5]
- Parroquia
  - Párroco:  Pbro. Juan Manuel  .

## Cultura popular
Se rescatan algunos hechos folclóricos
- La danza de las "pallas": un grupo de mujeres que sin mayores disfraces, con su indumentaria usual, bailan portando tallos de caña de azúcar, producidos en los cañaverales inmediatos al río Marañón.
- Las roncadoras: una pareja de varones que cada uno toca un instrumento membranófono, llamado caja, y, otro aerófono, denominado pincullo. A esta pareja de intérpretes se les conoce como los chirocos, ella es un tesoro de la música, sonoridad, bullicio y alegría encandiladora que avasalla el pueblo fiestero y  sus campiñas amorosas.
- La trilla de trigo que se realiza en julio y agosto de cada año; después de colocar las gavillas sobre una era, las espigas se desgranan por la pisada de caballos amarrados en reata. La fiesta triguera arde bajo la furia sonera de las roncadoras y el estímulo pujante de la chicha de jora o del empuje pendenciero del ron. Binomio encantador de fiesta y cosecha granera.